# Caritas Allemagne
Caritas Allemagne (en allemand : Caritas Deutschland), ou formellement l'Association des Caritas allemandes (en allemand : Deutscher Caritasverband), est une organisation catholique allemande à but non lucratif et un prestataire de services sociaux. Il s'agit de la plus grande organisation sociale et du plus grand employeur privé d'Allemagne avec plus de 695 000 employées en 2022,.
Caritas Allemagne est membre de Caritas Europa et de Caritas Internationalis.

## Structure et travail
La Caritas allemande est la toute première organisation Caritas, fondée en 1897 par le prêtre Lorenz Werthman à Cologne.
Elle est un réseau comprenant 27 organisations Caritas diocésaines et de multiples autres associations spécialisées centrales reconnues. Elle est représentée par une Présidente, qui est élu par l'Assemblée des délégués pour un mandat de six ans. La gestion de l'organisation est confiée à un comité directeur de trois à cinq membres, présidé par la Présidente. Les associations Caritas diocésaines sont organisées sur une base décentralisée, c'est-à-dire qu'elles sont juridiquement indépendantes. Elles sont soumises à la structure diocésaine de l'Église catholique.
Caritas Allemagne est le plus grand employeur social du pays, avec environ 695 000 employés, dont 80 % de femmes, et plusieurs centaines de milliers de bénévoles. Ils travaillent dans environ 25 000 structures réparties dans tout le pays.
Le travail comprend des services de conseil social général (tels que la prévention du suicide ou le conseil en matière de drogues), des soins aux personnes âgées, des soins de santé et des soins infirmiers, des banques alimentaires et des soupes populaires, ainsi que des programmes de soutien aux familles en difficulté, aux personnes handicapées, aux jeunes, aux chômeurs, aux migrants et aux réfugiés, aux sans-abri, aux travailleurs du sexe, et d'autres formes d'aide aux communautés vulnérables et exclues.
Caritas International est la branche de l'association allemande Caritas chargée de l'aide à l'étranger. Elle soutient des organisations partenaires dans la mise en œuvre de projets humanitaires et de développement dans plus de 70 pays à travers le monde. L'organisation est l'une des ONG partenaires de la DG ECHO.
Caritas Allemagne a son siège à Fribourg-en-Brisgau et dispose d'un bureau de représentation à Berlin et d'un autre à Bruxelles.